# نقش تظليلي

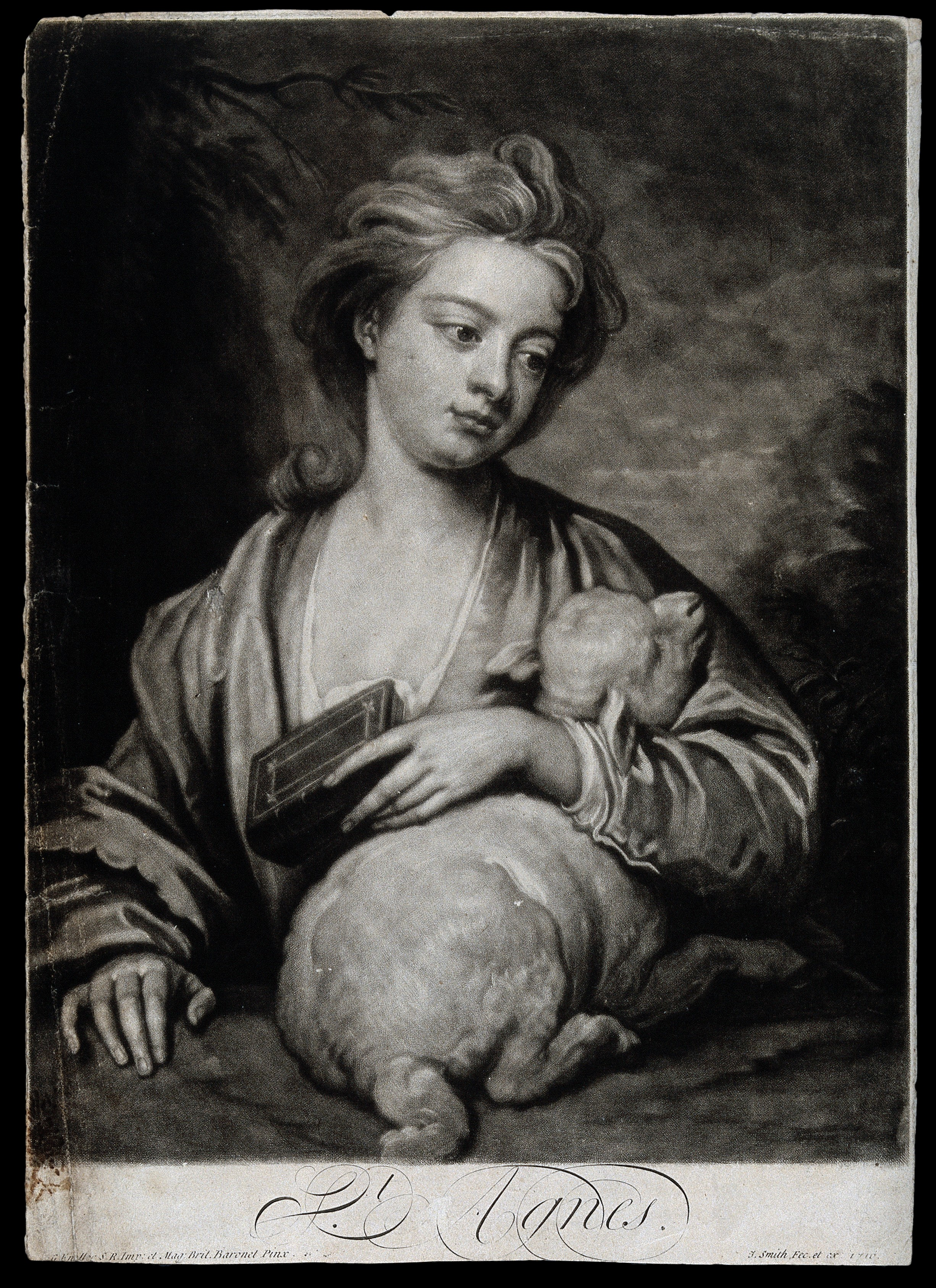
أول لوحة معروفة بطريقة النقش التظليلي، من أعمال لودفيج فون زيجن،1642 نُفذَّت من الناصع إلى الداكن.

النقش التظليلي هو عملية طباعة من فئة الطباعة بالنقش الغائر(الحفر)، ومن الناحية التقنية يعتبر طريقة من طرق الحفر بالإبر. كان النقش التظليلي الطريقة الأولى المُظهرة لتدرجات اللون التي تُستخدم، مما أتاح إنتاج درجات نصفية دون استخدام التقنيات القائمة على الخطوط أو النقاط مثل التهشير أو التهشير المتقاطع أو النقش بالنقط. يحقق النقش التظليلي التدرج اللوني عن طريق تخشين سطح صفيحة معدنية بآلاف النقاط الصغيرة باستخدام أداة معدنية ذات أسنان صغيرة تسمى «عتلة التأرجح». في مرحلة الطباعة، تحتفظ الحفر الصغيرة في الصفيحة بالحبر عند مسح وجه اللوحة ليصبح نظيفًا. يمكن لهذه التقنية تحقيق مستوىً عالٍ من الجودة والثراء في المطبوعة.
غالبًا ما يُجمَع النقش التظليلي مع تقنيات الطباعة بالنقش الغائر الأخرى، عادةً التنميش والنقش. استُخدمت هذه العملية خاصةً على نطاق واسع في إنجلترا منذ القرن الثامن عشر، لإنتاج البورتريهات واللوحات الأخرى. وكانت في منافسة بشكلٍ ما مع التقنية الرئيسية الأخرى لإظهار التدرجات اللونية في تلك الأيام، النقش بالحفر المائي. منذ منتصف القرن التاسع عشر، استُخدم النقش التظليلي قليلًا نسبيًا، إذ أنتجت الطباعة الحجرية وغيرها من التقنيات نتائج مماثلة بسهولة أكبر. يُعتبر روبرت كيبنس وبيتر إيلستد من أبرز ممثلي التقنية في القرن العشرين؛ كما صنع م. سي. إيشر ثمانية نقوش تظليليّة.

## تاريخيًا

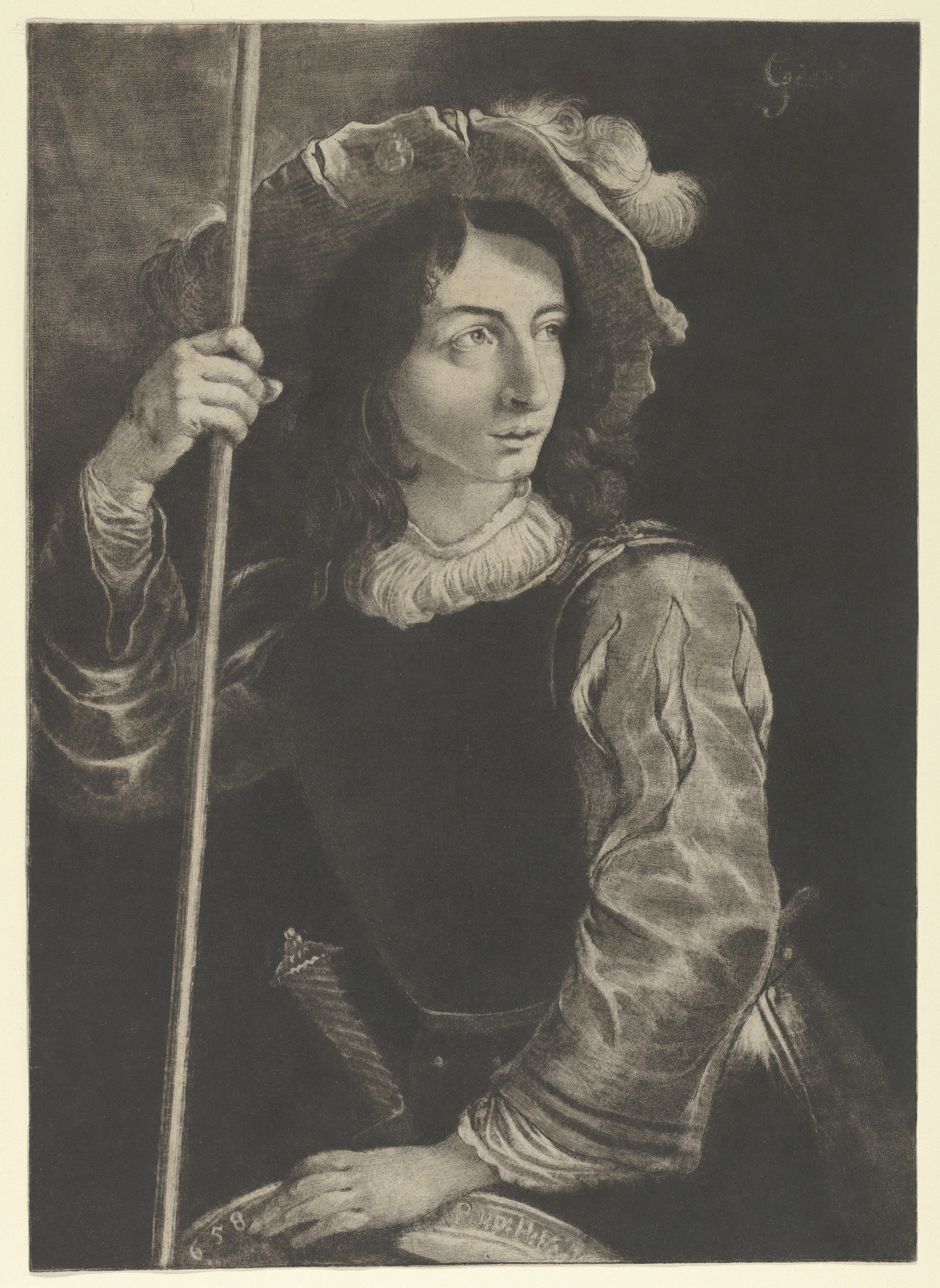
بيترو موتوني، المسمى ديلا فيكيا ، الرسم موجود في متحف متروبوليتان للفنون ، العمل الفني لروبرت بالاتينات سيميرن، دوق كمبرلا.

اخترع طريقة الطباعة بالنقش التظليلي الفنان الألماني الهاوي لودفيج فون زيجن (1609 - 1680). يعود تاريخ أولى مطبوعاته بالنقش التظليلي وهي بورترية للكونتيسة أمالي إليزابيث من هان أو مانسينبرج إلى عام 1642. نُفذت هذه المطبوعة بالعمل من الناصع إلى الداكن. ويبدو أن من اخترع عتلة التأرجح كان الأمير روبرت الرايني، قائد سلاح الفرسان الشهير في الحرب الأهلية الإنجليزية، والذي كان التالي في استخدام هذه العملية، وناقلها إلى إنجلترا. رأى السير بيتر ليلي إمكانية استخدام هذه التقنية في الترويج لبورتريهاته، فشجع عددًا من الطبّاعين الهولنديين على القدوم إلى إنجلترا. عمل جودفري نيللر عن كثب مع جون سميث، الذي يقال إنه عاش في منزله لفترة؛ لإنتاج نحو 500 نقش تظليليّ، ونحو 300 استنساخًا للوحات البورتريه.
كان اقتناء النقوش التظليلية البريطانية هوسًا عظيمًا من نحو العام 1760 وحتى الانهيار (الاقتصادي) الكبير عام 1929، وامتد أيضًا إلى أمريكا. كانت البورتريهات البريطانية المجال الرئيسي للاقتناء؛ فكان يُعاد إنتاج اللوحات الزيتية الأكثر نجاحًا في المعرض الصيفي للأكاديمية الملكية في شكل نقوش تظليلية بصورة منتظمة ومربحة طوال هذه الفترة، كما استنسخ النقاشون التظليليون الآخرون الصور الأقدم للشخصيات التاريخية، أو إذا لزم الأمر صنعوها من البداية. كانت الفترة المفضلة لهواة الاقتناء هي تقريبًا من 1750 حتي 1820، الفترة العظمى للبورتريهات البريطانية. كان هناك أسلوبان رئيسيان للاقتناء: يركز البعض على اقتناء مجموعة كاملة من المواد ضمن نطاق معين، بينما يهدف آخرون إلى اقتناء المطبوعات التي في حالةٍ وجودةٍ مثالية (اللتان تنخفضان في مطبوعات النقش التظليلي بعد عدد صغير نسبيًا من مرات الطبع من الصفيحة المعدنية)، واقتناء «نسخ الإثبات» الكثيرة التي قدمها الفنانون والطبّاعون لهم بلطف منذ وقت مبكر. كان من أبرز هواة اقتناء مطبوعات النقش التظليلي وليام إيتون، بارون تشيليسمور الثاني، والأيرلندي جون تشالونر سميث.